# Johann Georg Mezger

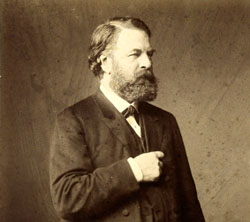
Johann Georg Mezger.

Johann Georg Mezger, född 22 augusti 1838 i Amsterdam, död 3 mars 1909 i Paris, var en nederländsk läkare. 
Mezger promoverades 1863 i Leiden till medicine doktor efter en dissertation över ledvridningars behandling genom massage. Han var därefter under flera år anställd som biträdande läkare vid den av professor Jan van Geuns (född 1808, död 1880) ledda inre universitetskliniken i Amsterdam, fick därunder ofta tillfälle att med massage framgångsrikt behandla olika former av förlamningar och uppmuntrades därav att uteslutande ägna sig åt denna gren av läkarvetenskapen. Genom lyckade kurer vann han utomordentligt rykte, så att hans mottagning på Amstel Hotel i Amsterdam besöktes av sjuka från stora delar av världen. År 1888 flyttade han sin praktik till Wiesbaden och 1893 till Paris, men var sommartid verksam i Domburg.